# Об'єкт 907 (середній танк)
Об'єкт 907 — радянський проект середнього танка. Розроблений на початку 1950-х років у ВНДІ-100.

## Історія створення
20 травня 1952 року Міністерство оборонної промисловості СРСР провело нараду за участю головних конструкторів танкових підприємств і маршалом бронетанкових військ І. С. Богдановим, на якому були вироблені перспективи модернізації та розвитку бронетехніки. Після наради до 18 червня 1952 року були прийняті тактико-технічні вимоги для нового середнього танка. Новий середній танк повинен був значно перевершувати за більшістю своїх характеристик Т-54. Відповідно до вимог новий танк повинен був мати наступні характеристики:
- Маса, т: 34
- Ширина, мм: не більше 3300
- Высота, мм: не більше висоти існуючих середніх танків
- Кліренс, мм: не менше 425
- Калібр и марка гармати: 100-мм 2А24 (Д-54)
- Бронювання: на 20..30 % підсилене в порівнянні з Т-54
- Тип гармати: нарізна гармата
- Боєкомплект гармати, постр.: 50
- Кулемети:

Курсовий: 7,62-мм
Спарений з гарматою: 7,62-мм
Зенітний: 14,5-мм КПВТ
- Максимальна швидкість по шосе, км/год: не менше 55
- Середня швидкість по сухим ґрунтовим дорогам, км/год: 35..40
- Питома потужність, к.с./т: не менше 20
- Питомий тиск на ґрунт, кг/кв.см: 0,65
- Запас ходу по шосе, км: не менше 350
- Подоланий підйом: не менше 40°

Так як виставлені вимоги були досить складним завданням, було прийнято рішення провести попереднє ескізне опрацювання проекту. В опрацюванні брали участь конструкторські бюро заводів № 75, № 183 і ВНДІ-100. Проект танку, отримав найменування «Об'єкт 907».
В подальшому, в період з 1954 по 1956, в металі були виготовлені корпуси та башти «Об'єкта 907» для випробувань броневого захисту і пошуку методів її поліпшення. Корпуси виготовлялися в двох варіантах. У першому варіанті корпус був виконаний суцільнолитим, у другому варіанті корпус робився зі зварних литих вузлів. Після проведених випробувань було з'ясовано, що корпус «Об'єкту 907» за своїми броньових характеристикам значно перевищував корпус танку Т-54.

## Опис конструкції

### Броньовий корпус и башта
Броньовий корпус «Об'єкту 907» був виконаний із литої броньової сталі, при цьому заброньований обсяг був більше ніж у середнього танка Т-54 і  важкого танка Т-10. Конструкція башти, завдяки великим кутах нахилу, забезпечувала броньовий захист на рівні танк у Т-10. В цілому в порівнянні з танком Т-54 захист «Об'єкту 907» був краще на 30 %.

### Озброєння
В якості основного озброєння передбачалося встановити 100-мм нарізну гармату  Д-10Т. Крім того в якості варіанту передбачалася можливість установки 122-мм нарізної гармати  М-62.

### Двигун і трансмісія
В якості  силової установки передбачалося використовувати дизельний двигун В12-5 з ежекційною системою охолодження та використанням вузлів і агрегатів від танків Т-54 і Т- 10. Трансмісія була опрацьована в двох варіантах. Перший варіант за типом Т-54 (гідромеханічна трансмісія). Другий варіант за типом Т-34 (механічна трансмісія).

### Ходова частина
Ходова частина передбачала використання шестикаткової схеми.